# Capilla de los Santos Apóstoles Santiago y Felipe (Pitigliano)
La capilla de Santiago y Felipe Apostol es un edificio religioso ubicado en Pitigliano, en la provincia de Grosseto, en la diócesis de Pitigliano-Sovana-Orbetello. Exactamente se encuentra en la antigua cueva de Gradone, justo al sur de la ciudad de Pitigliano y al este del santuario de la Virgen de la Gracia.

## Historia
La capilla fue construida casi con total seguridad durante el siglo XVII en un tramo de la cueva de Vie, que serpentea alrededor de Pitigliano. Sus funciones eran las de una típicas capilla rural, siendo utilizada principalmente como lugar de descanso y oración para los viajeros que pasaban por la carretera de circunvalación mencionada anteriormente.
La posterior construcción del puente, que permitió mejorar las conexiones a través de la nueva ruta de comunicación y que más tarde se convertiría en la carretera provincial Maremmana 74, hizo que el tramo de la Cueva de Vie donde se encuentra la pequeña iglesia se quedará alejado y aislado de la ciudad. Ya en el siglo XIX tenía un papel marginal.
Gracias a su papel marginal y a su aislamiento, la capilla nunca se remodeló, Una reciente restauración ha permitido recuperarla y devolverle su antiguo esplendor.

## Aspecto actual
La capilla de Santiago y Felipe Apóstol se presenta como un pequeño edificio religioso de una sola nave, con la zona del ábside apoyada contra una pared de toba que se levanta en la parte posterior. El exterior de esta pared está completamente cubierto de bloques de toba.
En el centro de la fachada principal se encuentra el pórtico de entrada flanqueado por un par de pilastras, en cuya parte superior se apoya un arquitrabe, sobre el que se abre un pequeño rosetón en el centro de la parte superior de la fachada. En la parte inferior de la fachada, justo al lado de la pilastra izquierda, hay una pequeña ventana cuadrada, utilizada por los viajeros en el pasado para rezar sin tener que entrar en la iglesia.
En el lateral izquierdo de la iglesia hay una abertura claramente visible que debió ser una ventana o una entrada secundaria en el pasado.
El interior de la capilla se caracteriza por líneas bastante simples, aunque con valiosas decoraciones que enriquecen el altar, que tiene una mesa en el centro.